# كأس العالم 1962
كأس العالم لكرة القدم 1962 هي البطولة السابعة من بطولات كأس العالم وقد أقيمت عام 1962 في تشيلي من 30 مايو إلى 17 يونيو، بعدما أُجبِرَ الاتحاد الدولي لكرة القدم على اختيار دولة لاتينية، بسبب إقامة البطولتين السابقتين أعوام 1954 و1958 في دول أوروبية، خوفاً من مقاطعة منتخبات أمريكا الجنوبية مثلما حدث في كأس العالم 1938. فاستطاعت تشيلي التغلب على الأرجنتين و الفوز باستضافة البطولة، بعدما كانت الأرجنتين مرشحة وبقوة لاستضافة. و يعود السبب في فوز تشيلي بشرف استضافة منافسات كأس العالم إلى رئيس التحادالتشيلي لكرة القدم كارلوس ديتبورن، الذي ألقى خطاباً في حفل تقديم ملف بلاده استطاع من خلاله اجبار الاتحاد الدولي لكرة القدم لى اختيار تشيلي، عندما ختم خطابه قائلاً  «ليس لدينا شيء ولذلك يجب أن يكون لدينا كأس العالم». 
وقبل البطولة بسنتين وتحديداً في عام 1960، ضرب تشيلي زلزال قوي عُرفَ باسم زلزال فالديفيا 1960 (هو أقوى زلزال على الاطلاق سجل على سطح الأرض، وصنف 9,5 على مقياس درجة العزم)، مما أدى إلى تدمير كبير في البنية التحتية، ولُعبت البطولة في 4 ملاعب بدلاً من 10، بسبب الدمار واسع الانتشار الذي أحدثه الزلزال. هذا الأمر الذي دفع بالصحافة الإيطالية لمهاجمة تشيلي و التشكيك بقدرتها على استضافة هذه البطولة بسبب فقرها وجهلها وجشع تجارها وتخلف شعبها. تسبب تلك الكلمات بإثارة التوتر بين الفريقين، الأمر الذي أدى لنشوب حرب بدنية بين الجانبين عرفت باسم معركة سانتياغو.
معركة سانتياغو هي مباراة لكرة القدم بين المضيف تشيلي وإيطاليا في 2 يونيو 1962 في العاصمة التشيلية سانتياغو. و تعتبر من أكثر المباريات عنفاً في تاريخ كأس العالم لكرة القدم. فشهدت طرد لاعبين من المنتخب الإيطالي، مع تغاضي الحكم آنذاك الإنجليزي عن طرد لاعبين من منتخب تشيلي، الأمر الذي أدى إلى فوضى عارمة بين الفريقين وصلت إلى الشجار والبصق، مما دفع الشرطة للتدخل أكثر من ثلاث مرات. و انتهى بفوز المنتخب التشيلي بنتيجة 2-0.
استطاع المنتخب البرازيلي التأهل للمباراة النهائية على الرغم من إصابة بيليه، فتقمص غارينشيا دور زميله وقاد البرازيل للمباراة النهائية. أقيم نهائي كأس العالم لكرة القدم 1962 على ملعب تشيلي الوطني في العاصمة سانتياغو بين منتخب البرازيل ومنتخب التشيكوسلوفاكيا، و استطاع منتخب البرازيل الفوز باللقب للمرة الثانية في تاريخه بعدما فاز بثلاثة أهداف مقابل هدف.

## التصنيف
| سلة 1: أمريكيتان                                                    | سلة 2: أوروبا 1                                                | سلة 3: أوروبا 2                          | سلة 4: بقية العالم                      |
| ------------------------------------------------------------------- | -------------------------------------------------------------- | ---------------------------------------- | --------------------------------------- |
| - تشيلي (المضيف) - البرازيل (البطل الحالي) - الأرجنتين - الأوروغواي | - تشيكوسلوفاكيا - إنجلترا - الاتحاد السوفيتي - ألمانيا الغربية | - إيطاليا - المجر - إسبانيا - يوغوسلافيا | - بلغاريا - كولومبيا - المكسيك - سويسرا |

## النتائج

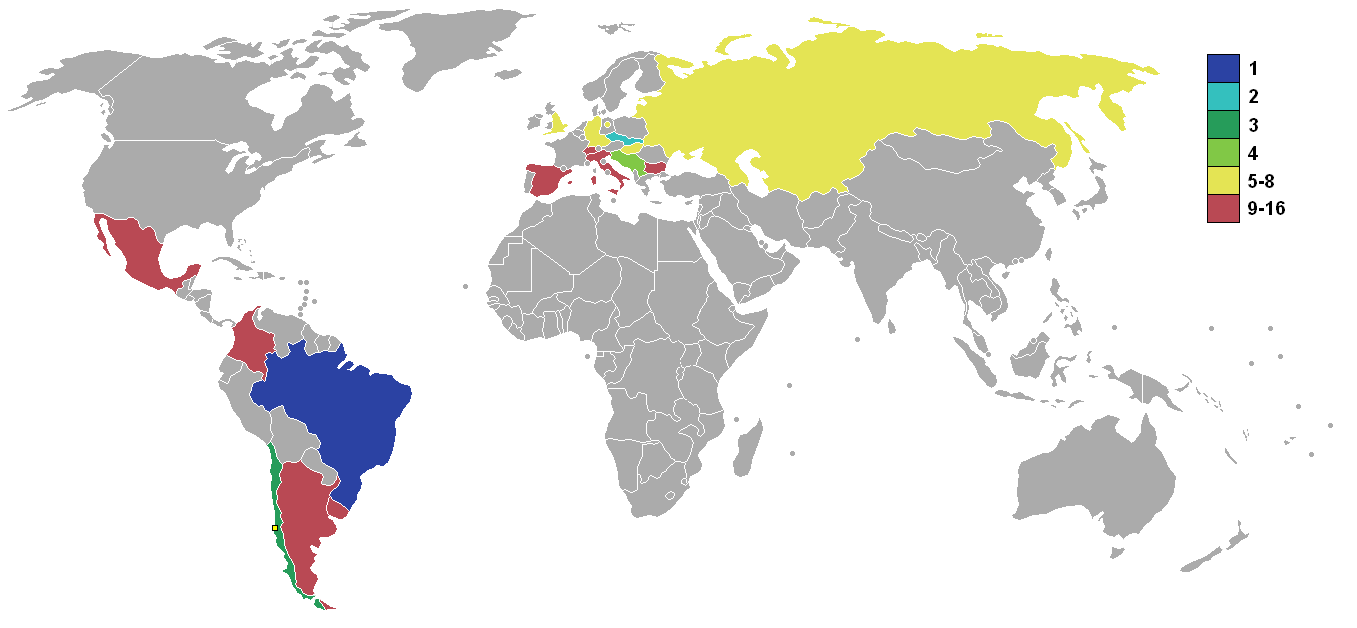
الفرق المتأهلة.

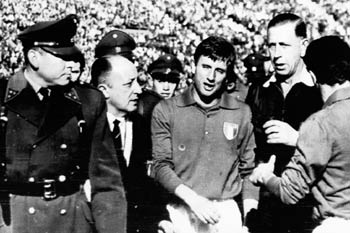
الشرطة تقوم بإخراج لاعب المنتخب الإيطالي جورجو فيريني بعدما طرد من اللقاء، في لقاء معركة سانتياغو.

### الدور الأول
1 )30 مايو 1962 الأوروغواي × كولومبيا (2ــ1)
2 )30 مايو 1962 تشيلي × سويسرا (3ــ1)
3 )30 مايو 1962 البرازيل × المكسيك (2ــ0)
4 )30 مايو 1962 الأرجنتين × بلغاريا (1ــ0)
5 )31 مايو 1962 الاتحاد السوفييتي × يوغوسلافيا (2ــ0)
6 )31 مايو 1962 إيطاليا × ألمانيا الغربية (0ــ0)
7 )31 مايو 1962 تشيكوسلوفاكيا × إسبانيا (1ــ0)
8 )31 مايو 1962 المجر × إنجلترا (2ــ1)
9 )2 يونيو 1962 يوغوسلافيا × الأوروغواي (3ــ1)
10)2 يونيو 1962 تشيلي × إيطاليا (2ــ0)
11)2 يونيو 1962 البرازيل × تشيكوسلوفاكيا (0ــ0)
12)2 يونيو 1962 إنجلترا × الأرجنتين (3ــ1)
13)3 يونيو 1962 الاتحاد السوفييتي × كولومبيا (4ــ4)
14)3 يونيو 1962 ألمانيا الغربية × سويسرا (2ــ1)
15)3 يونيو 1962 إسبانيا × المكسيك (1ــ0)
16)3 يونيو 1962 المجر × بلغاريا (6ــ1)
17)6 يونيو 1962 الاتحاد السوفييتي × الأوروغواي (2ــ1)
18)6 يونيو 1962 ألمانيا الغربية × تشيلي (2ــ0)
19)6 يونيو 1962 البرازيل × إسبانيا (2ــ1)
20)6 يونيو 1962 الأرجنتين × المجر (0ــ0)
21)7 يونيو 1962 يوغوسلافيا × كولومبيا (5ــ0)
22)7 يونيو 1962 إيطاليا × سويسرا (3ــ0)
23)7 يونيو 1962 المكسيك × تشيكوسلوفاكيا (3ــ1)
24)7 يونيو 1962 بلغاريا × إنجلترا (0ــ0)

### ربع النهائي
25)10 يونيو 1962 تشيلي × الاتحاد السوفييتي (2ــ1)
26)10 يونيو 1962 يوغوسلافيا × ألمانيا الغربية (1ــ0)
27)10 يونيو 1962 البرازيل × إنجلترا (3ــ1)
28)10 يونيو 1962 تشيكوسلوفاكيا × المجر (1ــ0)

### نصف النهائي
29)13 يونيو 1962 البرازيل × تشيلي (4ــ2)
30)13 يونيو 1962 تشيكوسلوفاكيا × يوغوسلافيا (3ــ1)

### تحديد المركز الثالث والرابع
31)16 يونيو 1962 تشيلي × يوغوسلافيا (1ــ0)

### النهائي
32)17 يونيو 1962 البرازيل × تشيكوسلوفاكيا (3ــ1)

## ترتيب المنتخبات حسب النقاط والأهداف
| الترتيب | المنتخب          | فاز | تعادل | خسر | نقط | له | عليه | فرق |
| ------- | ---------------- | --- | ----- | --- | --- | -- | ---- | --- |
| 1       | البرازيل         | 5   | 1     | 0   | 11  | 14 | 5    | 9   |
| 2       | تشيكوسلوفاكيا    | 3   | 1     | 2   | 7   | 7  | 7    | 0   |
| 3       | تشيلي            | 4   | 0     | 2   | 8   | 10 | 8    | 2   |
| 4       | يوغوسلافيا       | 3   | 0     | 3   | 6   | 10 | 7    | 3   |
| 5       | المجر            | 2   | 1     | 1   | 5   | 8  | 3    | 5   |
| 6       | الاتحاد السوفيتي | 2   | 1     | 1   | 5   | 9  | 7    | 2   |
| 7       | ألمانيا الغربية  | 2   | 1     | 1   | 5   | 4  | 2    | 2   |
| 8       | إنجلترا          | 1   | 1     | 2   | 3   | 5  | 6    | 1-  |
| 9       | إيطاليا          | 1   | 1     | 1   | 3   | 3  | 2    | 1   |
| 10      | الأرجنتين        | 1   | 1     | 1   | 3   | 2  | 3    | 1-  |
| 11      | المكسيك          | 1   | 0     | 2   | 2   | 3  | 4    | 1-  |
| 12      | إسبانيا          | 1   | 0     | 2   | 2   | 2  | 3    | 1-  |
| 13      | الأوروغواي       | 1   | 0     | 2   | 2   | 4  | 6    | 2-  |
| 14      | كولومبيا         | 0   | 1     | 2   | 1   | 5  | 11   | 6-  |
| 15      | بلغاريا          | 0   | 1     | 2   | 1   | 1  | 7    | 6-  |
| 16      | سويسرا           | 0   | 0     | 3   | 0   | 2  | 8    | 6-  |
| ***     | المجموع          | 27  | 5     | 27  | *** | 89 | 89   | 0   |

- ملحوظة:الخطوط الزرقاء تفصل ما بين الأدوار التي تقصى فيها الفرق.